# Wohnanlage Lloydstraße

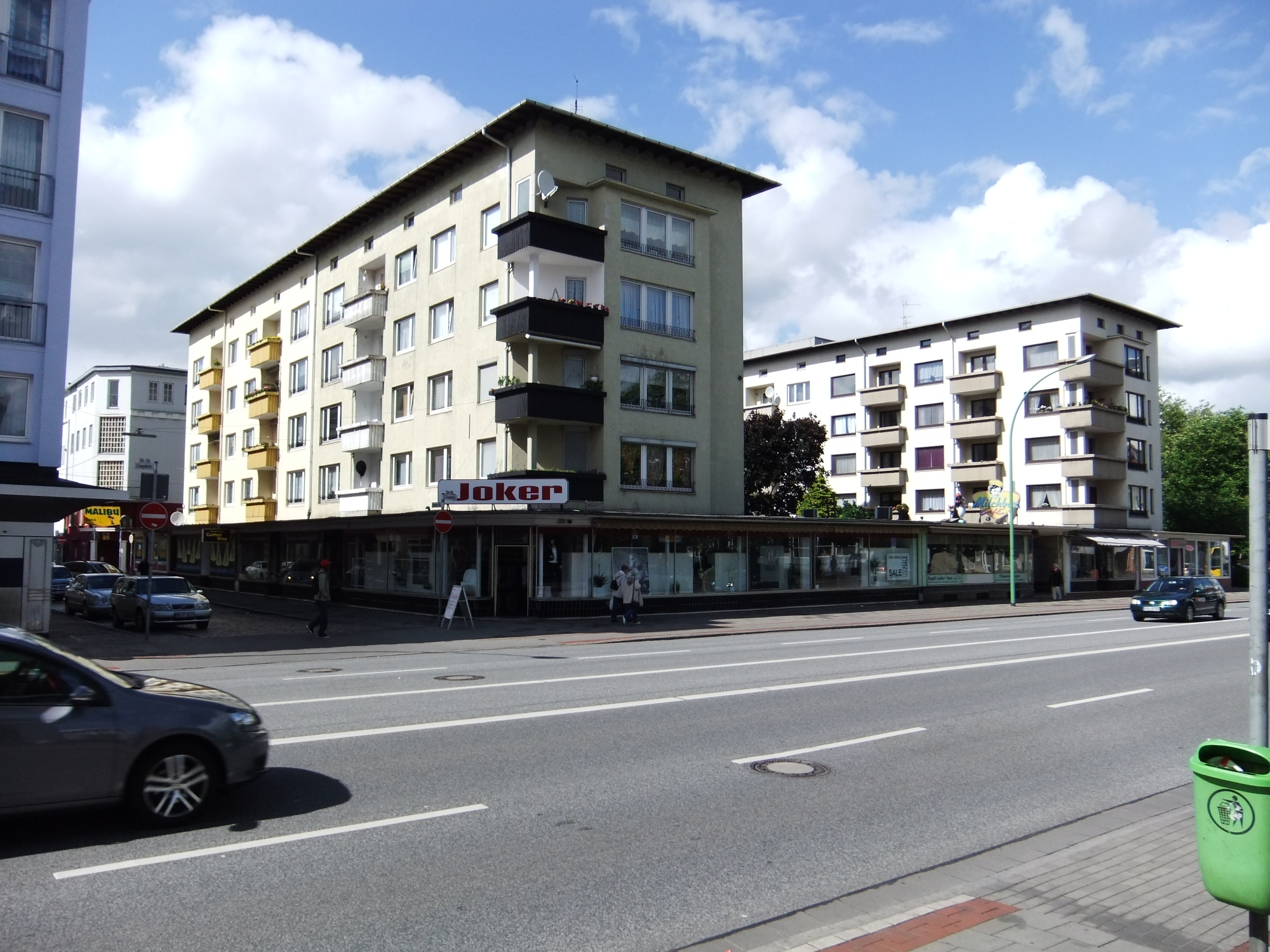
Wohnanlage Lloydstraße

Die Wohnanlage Lloydstraße in Bremerhaven - Mitte, Lloydstraße 18–24, Gasstraße 11, Grazer Straße 23–29, Max-Eyth-Platz 1–2, entstand von 1954 bis 1958 nach Plänen von Hans Siedentopf.

Die Gebäude stehen seit 2011 unter Bremer Denkmalschutz.

## Geschichte
Bis zum Zweiten Weltkrieg standen an diesen Straßen  Blockrandbebauungen mit Mietshäusern der 1890er Jahre. 1944 wurde dieser Teil von Bremerhaven-Mitte total von Bomben zerstört.

Die fünfgeschossige Wohnanlage Lloydstraße mit der eingeschossiger Ladenzeile an der Grazer- und der Lloydstraße gehörten zu den ersten größeren dringlich erforderlichen Wohnbauprojekten der Seestadt, das ab 1954 in offener Bebauung durch u. a. die Städtische Wohnungsgesellschaft Bremerhaven (Stäwog) entstand.
Das Landesamt für Denkmalpflege Bremen befand: „Die Anlage ist Teil eines städtebaulichen Gesamtkonzepts als Gegenentwurf zur ehemals an dieser Stelle vorhandenen Blockrandbebauung....“